# Agon-Coutainville
Agon-Coutainville és un municipi francès situat al departament de la Manche i a la regió de Normandia. L'any 2007 tenia 2.798 habitants.

## Demografia

### Població
El 2007 la població de fet d'Agon-Coutainville era de 2.798 persones. Hi havia 1.410 famílies de les quals 621 eren unipersonals (163 homes vivint sols i 458 dones vivint soles), 491 parelles sense fills, 211 parelles amb fills i 87 famílies monoparentals amb fills.
La població ha evolucionat segons el següent gràfic:
Habitants censats

### Habitatges
El 2007 hi havia 3.626 habitatges, 1.443 eren l'habitatge principal de la família, 2.089 eren segones residències i 94 estaven desocupats. 2.924 eren cases i 306 eren apartaments. Dels 1.443 habitatges principals, 1.029 estaven ocupats pels seus propietaris, 365 estaven llogats i ocupats pels llogaters i 49 estaven cedits a títol gratuït; 13 tenien una cambra, 105 en tenien dues, 281 en tenien tres, 364 en tenien quatre i 680 en tenien cinc o més. 1.101 habitatges disposaven pel capbaix d'una plaça de pàrquing. A 774 habitatges hi havia un automòbil i a 437 n'hi havia dos o més.

### Piràmide de població
La piràmide de població per edats i sexe el 2009 era:
| Homes | Edats   | Dones |
| ----- | ------- | ----- |
| 0     | 95 o +  | 12    |
| 0     | 90 a 94 | 32    |
| 36    | 85 a 89 | 60    |
| 48    | 80 a 84 | 60    |
| 92    | 75 a 79 | 140   |
| 116   | 70 a 74 | 156   |
| 108   | 65 a 69 | 148   |
| 92    | 60 a 64 | 108   |
| 48    | 55 a 59 | 84    |
| 88    | 50 a 54 | 80    |
| 92    | 45 a 49 | 64    |
| 64    | 40 a 44 | 72    |
| 68    | 35 a 39 | 76    |
| 80    | 30 a 34 | 60    |
| 44    | 25 a 29 | 64    |
| 36    | 20 a 24 | 28    |
| 68    | 15 a 19 | 52    |
| 56    | 10 a 14 | 80    |
| 32    | 5 a 9   | 52    |
| 44    | 0 a 4   | 60    |

## Economia

### Salaris i ocupació
El 2007 el salari net horari mitjà era 13 €/h en el cas dels alts càrrecs era de 34,4 €/h
(40,6 €/h els homes i 20,4 €/h les dones), el dels professionals intermedis 12,9 €/h (13,9 €/
h els homes i 12,4 les dones), el dels empleats 8,9 €/h (9,1 €/h els homes i 9,1 €/h les
dones) i el dels obrers 8,8 €/h (8,9 €/h els homes i 8,8 €/h les dones).
El 2007 la població en edat de treballar era de 1.398 persones, 952 eren actives i 446 eren inactives. De les 952 persones actives 842 estaven ocupades (450 homes i 392 dones) i 111 estaven aturades (56 homes i 55 dones). De les 446 persones inactives 219 estaven jubilades, 87 estaven estudiant i 140 estaven classificades com a «altres inactius».

### Ingressos
El 2009 a Agon-Coutainville hi havia 1.528 unitats fiscals que integraven 2.929 persones, la mediana anual d'ingressos fiscals per persona era de 20.820 €.

### Activitats econòmiques
Dels 193 establiments que hi havia el 2007, 3 eren d'empreses alimentàries, 1 d'una empresa de fabricació de material elèctric, 4 d'empreses de fabricació d'altres productes industrials, 12 d'empreses de construcció, 54 d'empreses de comerç i reparació d'automòbils, 4 d'empreses de transport, 28 d'empreses d'hostatgeria i restauració, 2 d'empreses d'informació i comunicació, 10 d'empreses financeres, 18 d'empreses immobiliàries, 17 d'empreses de serveis, 28 d'entitats de l'administració pública i 12 d'empreses classificades com a «altres activitats de serveis».
Dels 52 establiments de servei als particulars que hi havia el 2009, 1 era una oficina d'administració d'Hisenda pública, 1 gendarmeria, 2 oficines de correu, 5 oficines bancàries, 1 funerària, 1 taller de reparació d'automòbils i de material agrícola, 1 autoescola, 3 guixaires pintors, 2 fusteries, 3 lampisteries, 3 electricistes, 5 perruqueries, 16 restaurants, 7 agències immobiliàries i 1 saló de bellesa.
Dels 27 establiments comercials que hi havia el 2009, 1 era un hipermercat, 2 botiges de menys de 120 m², 2 fleques, 3 carnisseries, 3 peixateries, 2 llibreries, 8 botigues de roba, 1 una botiga d'electrodomèstics, 1 una botiga de mobles, 1 una botiga de material de revestiment de parets i terra, 1 un drogueria, 1 una perfumeria i 1 una joieria.
L'any 2000 a Agon-Coutainville hi havia 25 explotacions agrícoles que ocupaven un total de 240 hectàrees.

## Equipaments sanitaris i escolars
El 2009 hi havia 2 farmàcies i 1 ambulància.
El 2009 hi havia una escola elemental. Agon-Coutainville disposava d'un col·legi d'educació secundària amb 309 alumnes.

## Poblacions més properes
El següent diagrama mostra les poblacions més properes.